# 國立音樂研究所

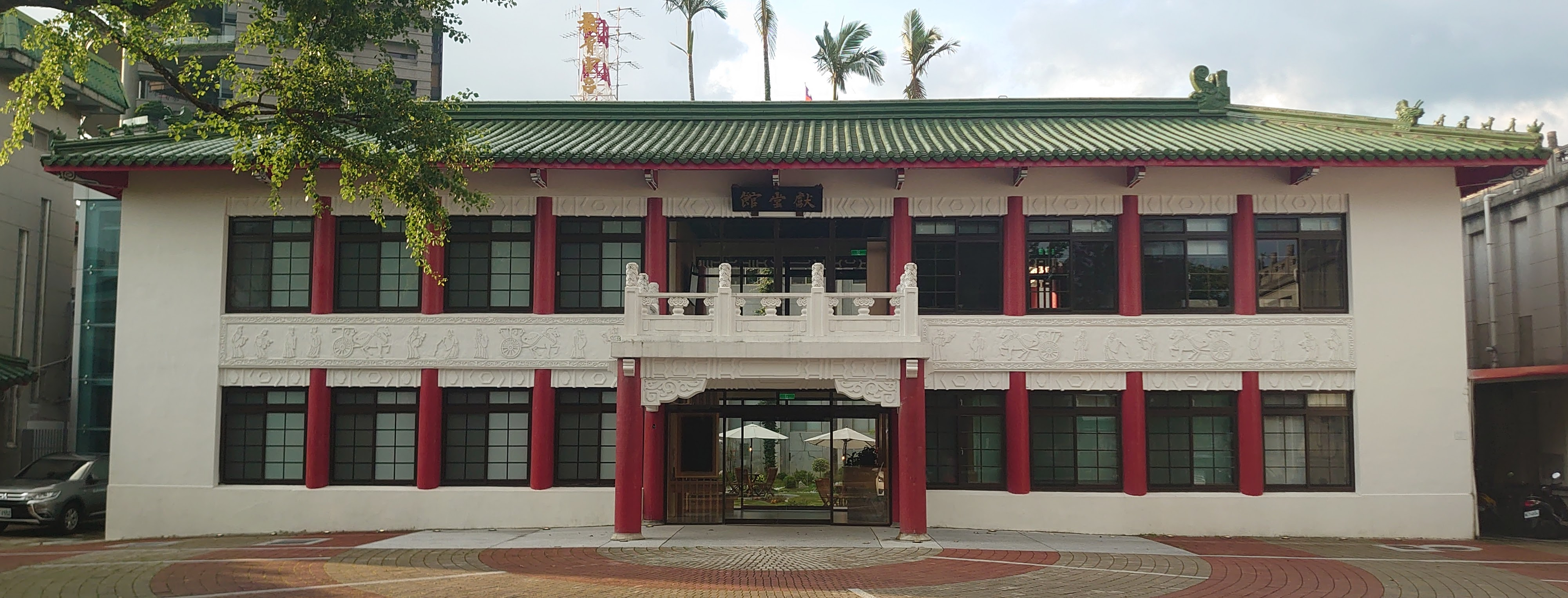
位於南海學園的獻堂館

國立音樂研究所，是臺灣的中國音樂及西洋音樂發展推廣與研究機構，隸屬中華民國教育部，1957年成立，1960年停辦 ，地址位於南海學園獻堂館。

## 簡介
1957年（民國46年）9月28日教師節，教育部部長張其昀依南海學園五大社教機構計畫成立國立音樂研究所，並分成研究部和社會活動部，責成鄧昌國任所長、計大偉任社會活動部主任兼秘書、許常惠和莊本立分別負責研究部的西樂跟國樂。所址位於南海學園內臺北市立植物園旁的獻堂館（臺灣省國語推行委員會舊址）。
同年11月，國立音樂研究所成立青年音樂社，由計大偉擔任社長。之後青年音樂社在各縣市成立分社。
1958年1月，《音樂之友》月刊創刊 ；4 月開始陸陸續續成立中華絃樂團 、中華青年合唱團、青年管樂團、中華實驗國樂團。9月，鄧昌國兼任國立臺灣藝術教育館館長，兩機構開始合署辦公。
1959年，國立音樂研究所訂定《國立音樂研究所資賦優異音樂天才兒童出國辦法》，呈報教育部審核通過實施；並成立「資賦優異音樂天才兒童出國審查委員會」，由教育部聘請相關大專院校音樂教育學者專家擔任評審委員，鄧昌國及計大偉同時獲聘擔任委員。國內由陳必先拔得頭籌前往德國科隆音樂學院學習，陸陸續續有秦蓓慈、林昭亮、陳郁秀、胡乃元等人取得出國身份。
1960年3月29日青年節，國立教育廣播電臺開播；該台為推廣音樂教育，與國立音樂研究所合作規劃音樂節目《音樂與生活》，由鄧昌國製作、計大偉主持，每周一次播講。
後期的國立音樂研究所因鄧昌國同時兼任國立臺灣藝術教育館館長、國立臺灣藝術學校校長，再加上經費縮減、教學設施不足等問題，內部已開始討論停辦。
7月15日，國立音樂研究所奉教育部令結束所有業務，計大偉等相關人員轉任國立臺灣藝術學校（今國立臺灣藝術大學），並由計大偉全權負責國立音樂研究所一切行政交接事宜。

## 業務
國立音樂研究所在結束前負責以下業務：
- 招收研究生（因經費不足取消[1]）
- 舉辦音樂活動
- 研究並整理傳統音樂，進而推廣
- 制定現行音樂制度及各級學校之音樂課程、編彙音樂字典
- 制定國樂樂器規格標準

## 來源
1. 1 2 3 4 5 6  顏綠芬. . 臺灣大百科全書. 2011-11-15  [2020-05-30]. （原始内容存档于2020-06-07）.
2. 1 2  趙廣暉.《現代音樂史綱》.1986
3. ↑  李俊霖.  (PDF). 國立臺灣師範大學. 2006年.
4. ↑  . 奇摩新聞. 2013-03-27.
5. ↑  國立傳統藝術中心臺灣音樂館. . 開放博物館. 1959年  [2020-06-13]. （原始内容存档于2020-06-13）.
6. 1 2 3 4 5 6  計安邦.  (PDF). 《國史研究通訊》第二期 (國史館). 2012-06: 151－165  [2016-01-31]. （原始内容 (PDF)存档于2016-02-07）.
7. ↑  國立傳統藝術中心臺灣音樂館. . 開放博物館. 1959年.
8. ↑  國立傳統藝術中心臺灣音樂館. . 開放博物館.   [2020-05-31]. （原始内容存档于2020-02-04）.
9. ↑  國立音樂研究所.  (PDF).   [2021-01-19]. （原始内容存档 (PDF)于2020-06-13）.
10. ↑  呂鈺秀. . 2003  [2021-01-19]. （原始内容存档于2020-06-13）.
11. ↑  文化部. . 臺灣大百科.   [2020-06-07]. （原始内容存档于2020-06-07）.
12. ↑  李欣恬. . MUZIK 雜誌 ]. 2013-01  [2020-06-07]. （原始内容存档于2020-06-07）.